# 1551

## Esdeveniments
- Els otomans s'apoderen de la ciutat de Trípoli, a l'actual Líbia, aleshores ocupada pels cavallers de Malta des de 1530.
- Aparició del billar a Itàlia
- Prohibició de l'esclavitud dels pobles indígenes d'Amèrica com a tribut al Virregnat de Nova Espanya.[1]

## Naixements
- Lieja, Principat de Lieja: Jean Curtius, industrial i negociant d'armes liegès establert a Espanya